# Назаровка (Яйський округ)
Наза́ровка (рос. Назаровка) — присілок у складі Яйського округу Кемеровської області, Росія.

## Населення
Населення — 75 осіб (2010; 106 у 2002).
Національний склад (станом на 2002 рік):
- росіяни — 74 %